# إس تي سي (مترو الرياض)
محطة إس تي سي (بالإنجليزية: STC Station) هي محطة نقل سريع، تخدم كإحدى المحطات الرئيسية لكل من المسار الأزرق والأحمر ضمن شبكة قطار الرياض «مترو الرياض»، تقع المحطة جنوب طريق الملك عبد الله تقاطع طريق الملك فهد وشارع العليا، على منطقة مساحتها 11,000 متر مربع. صُممت بواسطة شركة هاينريش جيربر المعمارية الألمانية.
تسبق محطة إس تي سي محطة حي الملك فهد 2 وتلي محطة الورود 2 على الخط الأزرق، أما على الخط الأحمر فتسبق محطة الورود وتلي محطة التخصصي.
فازت شركة جيربر المعمارية بمسابقة تصميم محطة المترو في عام 2012م، وقد بدأ بناء المحطة في عام 2014م وكان من المقرر أن يكتمل بحلول عام 2019م. في عام 2018م حصلت إس تي سي السعودية (شركة الاتصالات السعودية) على حقوق تسمية المحطة وبالتالي تمت إعادة تسميتها بمحطة STC.